# Mina canta i Beatles
Mina canta i Beatles је студијски албум италијанске певачице Мине из 1993. За овај албум Мина је снимила песме британског рок бенда The Beatles.

## Списак пјесама
1. Something — 3:48
2. Let It Be — 4:06
3. The Fool on the Hill — 4:00
4. When I’m Sixty-Four — 2:48
5. The Long and Winding Road — 3:54
6. Yesterday — 2:49
7. Michelle — 5:36
8. Hey Jude — 6:17
9. She’s Leaving Home — 5:33
10. My Love — 4:17
11. Oh! Darling — 3:32

## Позиције на листама
| Листа (1993)              | Највиша позиција |
| ------------------------- | ---------------- |
| Европа (Music & Media)    | 42               |
| Италија (Musica e dischi) | 3                |